# Manzaneque

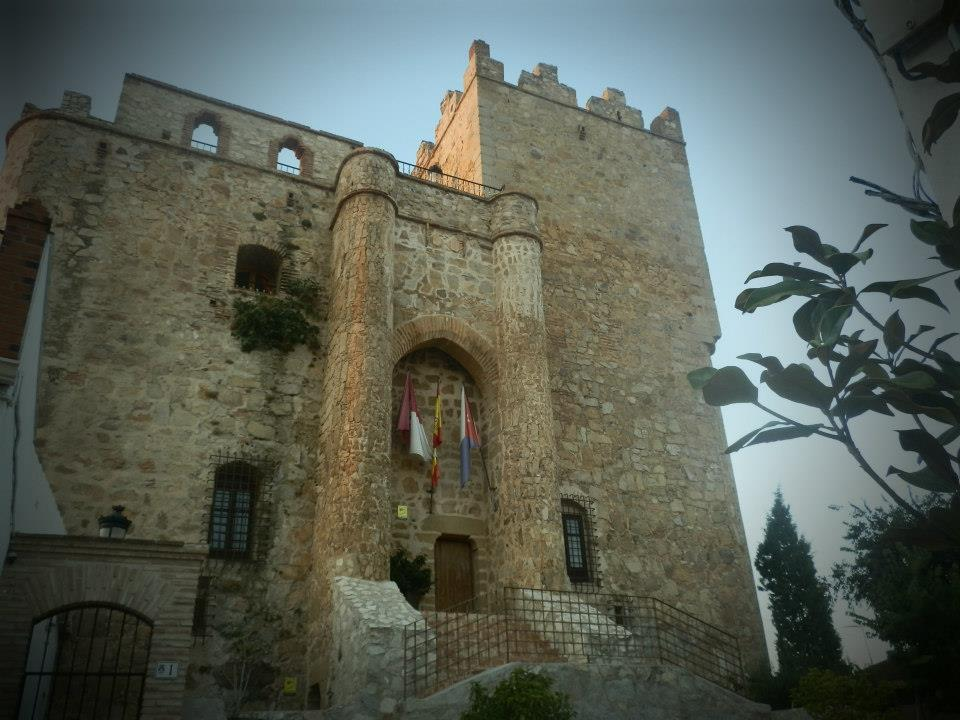
Château de Manzaneque.

Manzaneque est une commune d'Espagne de la province de Tolède dans la communauté autonome de Castille-La Manche.

## Toponymie
Le nom Manzaneque vient du mot espagnol manzana (pomme). Il aurait été donné à cause des nombreux pommiers qu'il y avait à cet endroit au moment de la fondation du village . Au XIIIe siècle le village s'appelait Manzanech et au XVIe siècle il s'écrivait Mançaneque.

## Administration
| Période                                  | Période | Identité | Étiquette | Qualité |
| ---------------------------------------- | ------- | -------- | --------- | ------- |
|                                          |         |          |           |         |
| Les données manquantes sont à compléter. |         |          |           |         |